# Astri Knudsen Bech
Pour les articles homonymes, voir Bech.
Astri Knudsen Bech est une ancienne handballeuse internationale norvégienne.
Avec l'équipe de Norvège, elle participe notamment au Championnat du monde 1971, 1973 et 1975.